# Església de Sant Julià Sassorba
Sant Julià Sassorba és una església romànica situada a l'entitat del Sant Julià Sassorba al municipi de Gurb (Osona). Es consagrà el 1091. En resta una bona part de la nau, sobrealçada, ornada amb arcuacions llombardes, i el campanar, reformat en el seu coronament. El 1572 se li va construir una nova portada, i el segle xviii fou suprimit l'antic absis i dues absidioles per tal de construir-hi un nou presbiteri. L'any 1993 es va realitzar la restauració del campanar, quedant descobertes les finestres originals, a quatre costats, senzilles al primer pis geminades al segon i tercer. És una obra inclosa a l'Inventari del Patrimoni Arquitectònic de Catalunya.

## Descripció
La parròquia de Sant Julià Sassorba es troba en un punt enlairat formant un sol cos amb l'afegit de la rectoria adossat a la façana de ponent. Es tracta d'un edifici de nau única amb transsepte. Originàriament tenia una capçalera trilobada, amb tres absis semicirculars, avui deapareguts. Primer es construí la capella del Roser (segle xvi) i la sagristia al costat de migdia. Posteriorment es va substituir el del costat de tramuntana per una altra capella. I finalment, es modificà l'absis central el segle xviii per una capçalera de planta quadrada. La coberta de la nau és de volta de canó reforçada amb arcs torals. A l'exterior, els murs laterals conserven part de la decoració del fris d'arcuacions entre lesenes, tot i el sobrealçament que patí la nau. La portalada d'accés es manté al mur de migdia però va ser reformada en estil renaixentista. El campanar de torre ha estat restaurat recuperant les obertures que es trobaven cegades. Es troba adossat al mur de tramuntana, és de planta quadrada i tres pisos per sobre del sòcol. En el primer pis pel damunt del sòcol, trobem una finestra de mig punt en cadascun dels seus murs. En les dues plantes superiors s'obren finestres geminades amb columna i capitell mensuliforme amb un fris d'arcs cecs i lesenes cantoneres. La coberta és a quatre vessants.

## Història
Al segle x s'erigí una primitiva església en el pla conegut per Sorba a la carena de la muntanya entre el Portell i la Noguera. Al segle xi s'erigí l'església actual en la serra immediata. L'any 1080 els senyors de Gurb la restituïren al bisbe de Vic i sa canònica junt amb les d'altres suburbis de Sant Bartomeu, Vespella i Gurb.
L'església fou consagrada al 1091. Vers els segles xvi i xviii es reformà.